# The European Tour
The European Tour è un mini tour europeo realizzato dalla cantante statunitense pop/R&B Whitney Houston.

## Scaletta del Tour
1. "I'm Every Woman"
2. "So Emotional"
3. "All the Man That I Need"
4. "I Wanna Dance with Somebody (Who Loves Me)"
5. Love Song Medley:
  - "Saving All My Love for You"
  - "Nobody Loves Me Like You Do"
  - "Didn't We Almost Have It All"
  - "Where Do Broken Hearts Go"
6. "Queen of the Night"
7. "Change the World" (eseguita da Gary Houston)
8. Diana Ross Medley:
  - "I'm Coming Out"
  - "Endless Love" (duetto con Gary Houston)
  - "Ain't No Mountain High Enough"
  - "The Boss"
9. "You Are So Beautiful"1
10. "I Love the Lord"
11. "I Believe in You and Me"2
12. "I Go to the Rock"
13. "I Will Always Love You"
14. "Step by Step"

1eseguita solo a Aschaffenburg, in Germania
2eseguita solo a Halle e Aschaffenburg, in Germania

## Date
| Data           | Città         | Paese       | Luogo                            |
| Europa         | Europa        | Europa      | Europa                           |
| -------------- | ------------- | ----------- | -------------------------------- |
| 20 giugno 1998 | Halle         | Germania    | Gerry Weber Stadion              |
| 21 giugno 1998 | Halle         | Germania    | Gerry Weber Stadion              |
| 23 giugno 1998 | Berlino       | Germania    | Deutschlandhalle                 |
| 26 giugno 1998 | Monte Carlo   | Monaco      | Monaco Sporting Club             |
| 27 giugno 1998 | Monte Carlo   | Monaco      | Monaco Sporting Club             |
| 29 giugno 1998 | Verona        | Italia      | Arena di Verona                  |
| 4 luglio 1998  | Lisbona       | Portogallo  | Estádio José Alvalade            |
| 6 luglio 1998  | Parigi        | Francia     | Palais Omnisports de Paris-Bercy |
| 9 luglio 1998  | Manchester    | Regno Unito | Nynex Arena                      |
| 11 luglio 1998 | Aschaffenburg | Germania    | Festplatz                        |

## Musicisti
- Music Director: Rickey Minor
- Basso: Rickey Minor
- Tastiere: Bette Sussman
- Tastiere: Herman Jackson
- Batteria: Michael Baker
- Percussioni: Bashiri Johnson
- Chitarra: Paul Jackson Jr.
- Vocalist: Gary Houston, Pattie Howard, Sharlotte Gibson, Sy Smith